# Іванамі Такуя
Такуя Іванамі (яп. 岩波 拓也, нар. 18 червня 1994, Кобе) — японський футболіст, захисник клубу «Урава Ред Даймондс».

## Клубна кар'єра
У дорослому футболі дебютував 2011 року виступами за команду клубу «Віссел» (Кобе), кольори якого захищав до 2017 року. Влітку 2018 перейшов до клубу «Урава Ред Даймондс», кольори якого захищає і донині.

## Виступи за збірні
2011 року дебютував у складі юнацької збірної Японії, взяв участь у 7 іграх на юнацькому рівні, відзначившись одним забитим голом.
Протягом 2014–2016 років залучався до складу молодіжної збірної Японії. На молодіжному рівні зіграв у 10 офіційних матчах, забив 1 гол.
У складі олімпійської збірної Японії — учасник футбольного турніру на Олімпійських іграх 2016 року у Ріо-де-Жанейро.

## Титули і досягнення
- Володар Кубка Імператора (1):

«Урава Ред Даймондс»:  2018, 2021
- Володар Суперкубка Японії (1):

«Урава Ред Даймондс»: 2022
- Переможець Ліги чемпіонів АФК (1):

«Урава Ред Даймондс»: 2022
Збірні
- Чемпіон Азії (U-23): 2016